# Eta Librae
Eta Librae är en vit underjätte i Vågens stjärnbild. Den går även under Flamsteed-beteckningen 44 Librae.
Eta Librae har visuell magnitud +5,41 och är knappt synlig för blotta ögat vid god seeing.